# Palicourea moralesii
Palicourea moralesii là một loài thực vật có hoa trong họ Thiến thảo. Loài này được (Acuña & Roíg) Borhidi mô tả khoa học đầu tiên năm 2009.